# 喬子齊
喬梓齊（7月14日—），本名方聖文，台灣男演員。

## 電視劇
| 年份   | 頻道                   | 劇名                  | 角色         |
| 2011年 | 三立台灣台             | 牽手                  | 小偉         |
| 2013年 | 三立都會台、東森綜合台 | 我的自由年代          | 社員         |
| 2014年 | 三立都會台、東森綜合台 | 幸福兌換券            | 店員         |
| 2014年 | 三立台灣台             | 世間情                | 胡耀倫       |
| 2014年 | 大愛電視台             | 歡喜相逢              | 林冠中       |
| 2015年 | 三立台灣台             | 戲說台灣-有應媽招子婿 | 陳大炮       |
| 2016年 | 八大戲劇台             | 命運交叉路-魔鬼的交易 | 齊真         |
| 2017年 | 台視                   | 牡丹花開              | 王志隆       |
| 2017年 | 三立台灣台             | 甘味人生              | 郭寅         |
| 2018年 | 芒果TV                 | 法醫秦明-車尾遊魂     | 阿刀         |
| 2018年 | 三立台灣台             | 金家好媳婦            | 丁文志       |
| 2020年 | 三立台灣台             | 羅雀高飛              | 阿水         |
| 2020年 | 三立台灣台             | 天之驕女              | 喬英雄(HERO) |
| 2022年 | 大愛電視台             | 隨風 隨緣             | 宗亮         |
| 2023年 | 三立台灣台             | 天道                  | 周政哲       |

## MV作品
| 發行日期 | 單曲名稱          | 備註 |
| -------- | ----------------- | ---- |
| 待查     | 秀蘭瑪雅-第三月台 |      |
| 待查     | 高登-有沒有搞錯   |      |
| 待查     | 黃妃-溫柔的外衫   |      |
| 待查     | 鳳娘-風聲         |      |

## 廣告代言
- 台中世貿國際旅展
- 新安東京產險廣告